# Gary Brandner
Gary Phil Brandner (Sault Ste. Marie, 31 maggio 1930 – Reno, 22 settembre 2013) è stato uno scrittore statunitense, conosciuto per la sua trilogia di romanzi a tema lupo mannaro, The Howling.

## Vita e carriera
Gary Brandner nacque il 31 maggio 1930 a Sault Ste. Marie, nel Michigan, figlio primogenito di Phil, guardia forestale, e Beda Gehrman Brandner. Aveva un fratello minore, Crosby, nato nel 1937. Durante i suoi anni formativi, a causa della professione del padre viaggiò con la propria famiglia attraverso vari stati comprendenti Minnesota, Indiana, Wisconsin, Connecticut, New Hampshire e nello stato di New York.
Con l'ambizione di diventare un cronista sportivo, studiò giornalismo presso l'Università di Washington di Seattle, dove era membro della confraternita Phi Sigma Kappa. Una volta ottenuto il proprio baccellierato nel 1955, svolse una serie di mestieri quali pugile dilettante, barista, geometra, investigatore per società di prestito e copywriter pubblicitario, scrivendo nel frattempo sceneggiature per la televisione e commedie per spettacoli da night club a Portland, in Oregon. Nel 1958, dopo il fallimento del suo primo matrimonio con Paula Moon, si trasferì a Los Angeles, in California, dove ottenne un impiego come scrittore tecnico per l'industria aerospaziale, prima di dedicarsi ufficialmente alla narrativa su incoraggiamento di un insegnante di letteratura inglese.
Nel 1969 vendette il suo primo racconto A Lesson in Larceny alla Ellery Queen's Mystery Magazine e collaborò con altri diversi periodici tra cui l'Alfred Hitchcock's Mystery Magazine, creando diversi detective protagonisti di generi hard boiled o polizieschi. Nella metà degli anni Settanta ebbe un discreto successo con la trilogia The Big Brain: The Aardvark Affair (1975), The Beelzebub Business (1975) e Energy Zero (1976); ma la serie che consacrò la propria fama di scrittore horror a tempo pieno fu la trilogia de L'ululato: The Howling (1977), The Howling II (1979) e The Howling III: Echoes (1985). Il primo libro della serie è stato adattato liberamente come film nel 1981 da Joe Dante. Il secondo e il terzo romanzo non hanno invece alcuna associazione con la serie cinematografica, sebbene lo scrittore fosse coinvolto nella scrittura della sceneggiatura del secondo film, Howling II - L'ululato. Il quarto film, Howling IV, è in realtà l'adattamento più fedele al romanzo originale di Brandner, anche se sono presenti alcune differenze.
Il romanzo Walkers è stato adattato per la televisione nel film Entro la prima luna. Brandner scrisse anche la sceneggiatura per il film horror del 1988 I demoni della mente e recitò nel film Satan's Storybook del 1989. Nel 1982 diede vita a un romanzamento del celebre film Il bacio della pantera di Paul Schrader. Nei decenni successivi pubblicò oltre trenta romanzi, più di cento racconti brevi raccolti in nove collezioni e scrisse anche alcune sceneggiature. Fu persino membro di diversi comitati letterari e cinematografici, insegnando in alcuni corsi di scrittura creativa.
Il 1º novembre 1979, Brandner si risposò con Barbara Nutting, ma la coppia divorziò alcuni anni dopo, per poi risposarsi con Martine Wood nel 1988. Fu un appassionato di radio d'epoca, jazz, talk radio, giocoleria, illusionismo, tennis, baseball, motocross e pugilato.
Nel 2011 si trasferì a Reno, in Nevada, con la sua terza moglie e i due gatti (Marlowe e Jolson), dove morì il 22 settembre 2013 all'età di ottantatré anni per un cancro all'esofago. Il suo corpo è stato poi cremato.

## Romanzi

### SerieThe Big Brain
- Con un cervello così (The Aardvark Affair) (1975)
- The Beelzebub Business (1975)
- Energy Zero (1976)

### SerieThe Howling
- The Howling (1977)
- The Howling II (1979)
- The Howling III: Echoes (1985)

### Altri
- The Players (1975)
- Offshore (1978)
- Walkers (1980)
- A Rage in Paradise (1981)
- Hellborn (1981)
- Cat People (1982)
- Quintana Roo (1984)
- The Brain Eaters (1985)
- The Wet Good-Bye (1986)
- Carrion (1986)
- Cameron's Closet (1986)
- Floater (1988)
- Doomstalker (1989)
- The Boiling Pool (1995)
- Mind Grabber (1999)
- The Experiment (1999)
- Rot (1999)
- Billy Lives (2012)
- The Sterling Standard (2012)